# 旭村 (埼玉県北葛飾郡)
旭村（あさひむら）は、埼玉県の東に位置した、北葛飾郡の村である。

## 地理
埼玉県の東に位置し、東に江戸川、西に庄内古川（現在の中川）が位置した。
- 河川:江戸川、庄内古川

### 隣接している自治体
- 埼玉県
  - 北葛飾郡 吉川町、三輪野江村、松伏領村、金杉村
  - 南埼玉郡 越谷町
- 千葉県
  - 野田市

## 歴史

### 沿革
- 1874年（明治6年） - 郁文学校（現在の吉川市立旭小学校）ができる[1]。
- 1889年（明治22年）4月1日 - 町村制施行に伴い、南広島村、下内川村、上内川村、鍋小路村、川藤村、拾壱間村および八子新田が合併して北葛飾郡旭村が成立[2]。
- 1895年（明治28年） - 梅郷村のうち江戸川右岸（今上の一部）を編入。金杉村大字金杉の飛地を編入し大字金杉を設置。
- 1920年（大正9年）4月1日 - 埼玉県道155号吉川野田線が指定される[3]。

- 1955年（昭和30年）3月1日 - 吉川町および三輪野江村と合併して吉川町となる。

## 交通

### 道路
- 埼玉県道155号吉川野田線 - 現在の埼玉県道・千葉県道326号川藤野田線